# Waki
Waki – wieś w Polsce położona w województwie wielkopolskim, w powiecie kolskim, w gminie Kościelec.
| SIMC    | Nazwa         | Rodzaj     |
| ------- | ------------- | ---------- |
| 0288231 | Kamienna Góra | przysiółek |

W latach 1975–1998 miejscowość administracyjnie należała do województwa konińskiego.
We wsi znajduje się przeprawa promowa na rzece Warcie.